# 鈴木重辰 (日向守)
鈴木 重辰（すずき しげたつ、生年不詳-1558年）は、戦国時代の人物。寺部城城主。鈴木重則の子である。日向守、民部とも称される。

## 略歴
1558年に重辰が今川家から離反し、広瀬城主の三宅高清と結び織田信長に寝返った。永禄元年（1558年）2月5日には徳川家康は今川からの離反を理由に重辰の守る寺部城を攻めた。（寺部城の戦い）この戦で寺部城と共に討死した。

## 人物
- 武田家家臣、山本勘助に初歩的な兵法を教えたと伝わる[4]。